# Lamprozela desmophanes
Lamprozela desmophanes är en fjärilsart som beskrevs av Edward Meyrick 1922. Lamprozela desmophanes ingår i släktet Lamprozela och familjen hålmalar, (Heliozelidae). Inga underarter finns listade i Catalogue of Life.